# 佩列梅什利亞內區

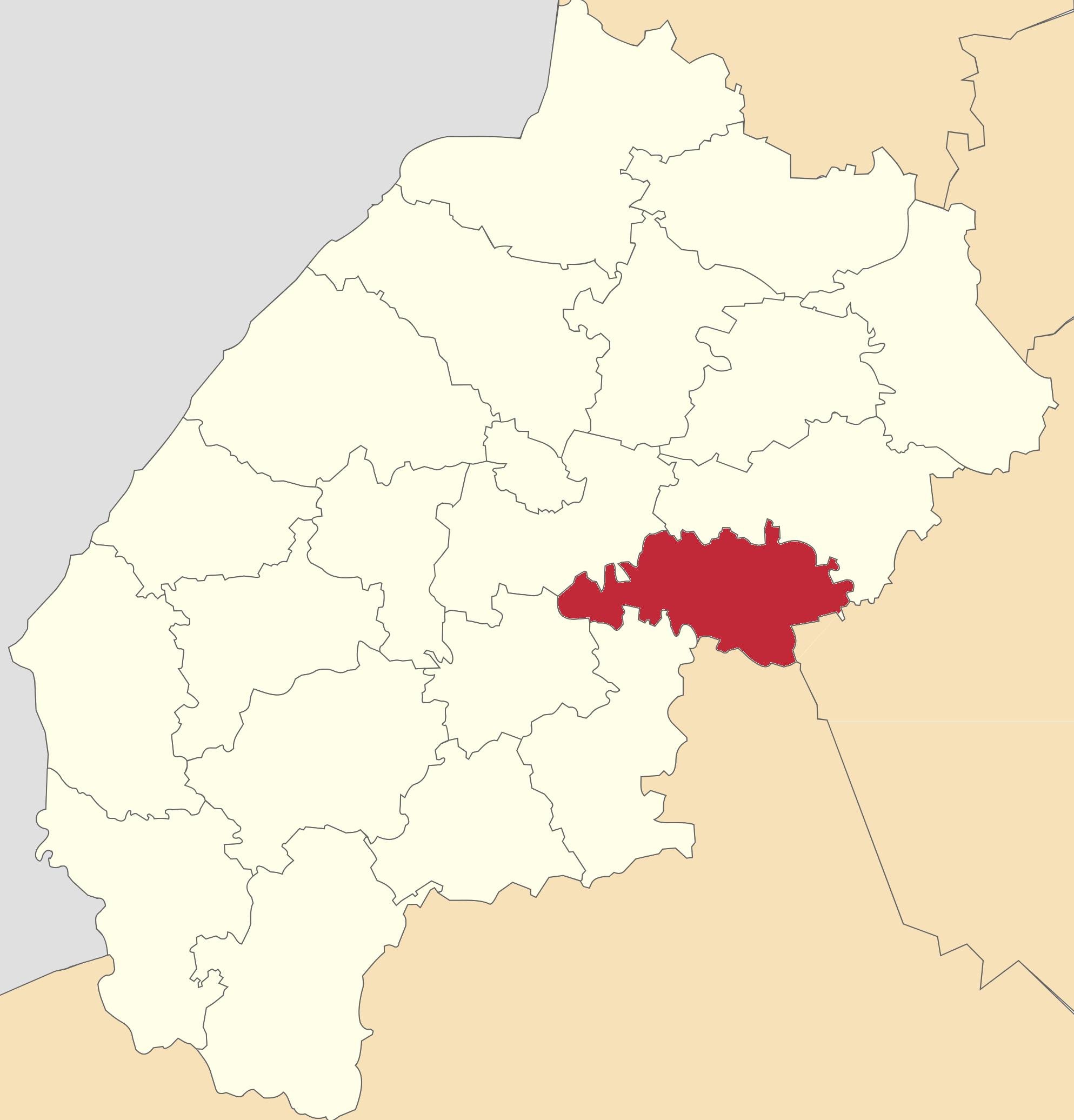
佩雷米什利亞尼區在利沃夫州的位置

佩雷米什利亞尼區（烏克蘭語：Перемишлянський район），曾是烏克蘭西部利沃夫州的一個區，行政中心設於佩雷米什利亞尼，面積918平方公里，2015年人口39,245，人口密度每平方公里42.8人。
2020年7月18日乌克兰施行了行政区划改革，利沃夫州的区份数量减至7个，佩雷米什利亞尼區合并至利沃夫区。